# Robin Hood (film 1991)
Robin Hood – amerykańsko-brytyjski film przygodowy z 1991 roku w reżyserii Johna Irvina. Zdjęcia kręcono w hrabstwach Cheshire i Gwynedd.

## Opis fabuły
Sir Robin z Locksley (Patrick Bergin) i jego przyjaciel Will Redding (Owen Teale) narażają się sir Milesowi Folcanetowi (Jürgen Prochnow). W wyniku rozprawy Robin zostaje skazany na wygnanie. Obydwaj przyjaciele znajdują schronienie w lesie, gdzie wkrótce przyłączają się do zbójeckiej bandy.

## Obsada
- Patrick Bergin jako Sir Robert Hode / Robin Hood[2]
- Uma Thurman jako Maid Marian
- Jürgen Prochnow jako Sir Miles Folcanet
- Edward Fox jako książę John
- Jeroen Krabbé jako baron Roger Daguerre
- Owen Teale jako Will Scarlett
- David Morrissey jako mały John
- Carolyn Backhouse jako Nicole
- Barry Stanton jako Miter
- Conrad Asquith jako Lodwick
- Phelim McDermott jako Jester
- Caspar De La Mare jako Sam Timmons
- Cecily Hobbs jako Mabel
- Gabrielle Reidy jako Lily
- Stephen Pallister jako Jack Runnel

i inni